# 许士奇
许士奇（1580年—？），字稚正，号含若，浙江杭州府海盐县竈籍，浙江海宁县人，明朝政治人物，同進士出身。

## 生平
少为诸生，读书悬发于梁，彻夜不寐。萬曆二十八年（1600年）庚子科浙江鄉試舉人，四十一年（1613年）登癸丑科進士，为黄州府推官，楚俗强梗，江多大盗，以法裁之，盗屏迹出境。发粟赈流民，葺定惠书院，江楚人文弥盛。万历四十三年乙卯、四十六年戊午分按河南、湖广棘闱，得名士十五人。升南京刑部主事，出知成都府。奢崇明乱后，百里稀人烟，知府悬缺一年，士奇抵任，荆榛瓦砾中吊死扶伤，与民休息，凡四年而生聚如故。升下川南道副使，驻泸州。隔藺州止一水，奢巢虽覆，尚走险自保，倚水西为触角，制府檄士奇捣藺以援黔，监将吏练士秣马，筑城兴屯，酌輓输，谨防戍出入，行间二年，辟地千里，斩首贼数千。天啓七年推升廣西右參政，改四川右參政，照旧分巡下川南道。藺酋合水西据险，矗古菁中，改其山曰鸣凤，构宫殿、戈矛，皆镌“铲平天下”字，陡峻不可攻。士奇構离其党与，遂破其巢，殄灭之，论功加二级，崇禎元年（1628年），升湖廣左參政、湖广武昌道按察使。崇祯二年己巳（1629年）京师被清军所围，士奇将楚师入卫，解严后，条上兵事，奉旨遇急镇擢用，遂升四川右布政使，备兵松潘，未任，改陕西右布政使，西宁备兵道，言者忌之，中以考功法罢，归里又数年卒。